# Stergios Marios Bilas
Stergios Marios Bilas (grekiska: Στέργιος Μάριος Μπίλας), född 21 november 2001, är en grekisk simmare.

## Karriär
Vid europamästerskapen i simsport 2024 tog Bilas guld på 50 meter fjärilsim och silver på 50 meter frisim samt var en del av Greklands lag som tog brons på 4×100 meter frisim.